# Nymphaea tetragona
El nenúfar rosado, nenúfar venus o lirio pigmeo (Nymphaea tetragona) es una especie de planta acuática perteneciente a la familia de las ninfaceas.
Se distribuye en América del Norte en Canadá, Estados Unidos y el Norte de México en las aguas tranquilas de los lagos y arroyos.